# إسحاق آدامز
إسحاق آدامز (بالإنجليزية: Isaac Adams)‏ هو سياسي أمريكي، ولد في 16 أغسطس 1802 بروتشستر في الولايات المتحدة، وتوفي في 19 يوليو 1883.